# Iambia rufescens
Iambia rufescens är en fjärilsart som beskrevs av George Francis Hampson 1894. Iambia rufescens ingår i släktet Iambia och familjen nattflyn. Inga underarter finns listade i Catalogue of Life.